# Soundtracks for the Blind
Soundtracks for the Blind ist das zehnte Studioalbum der US-amerikanischen Band Swans. Es wurde 1996 als Doppel-CD auf Young God Records sowie Atavistic Records veröffentlicht und galt lange Zeit als letztes Studioalbum der Band, bis im September 2010 My Father Will Guide Me up a Rope to the Sky erschien.

## Entstehungsgeschichte
Das über zwei Stunden lange Album entstand aus einem umfangreichen Quellenfundus – so zum Beispiel selbst aufgezeichneten Aufnahmen auf Kassette, Found Sounds, Samples, Loops, Mitschnitten von Live-Konzerten oder Musikaufnahmen auf älteren Multi-Track-Recordern. Manche der Kassettenaufnahmen stammen vom Vater des Bandmitglieds Jarboe, welcher FBI-Agent war und Telefonanrufe mitschnitt. Die Unmenge an Material wurde 1996 von der Band im Studio Griffin Mastering in Atlanta miteinander kombiniert, collagiert, manipuliert und gemastert.

## Stil
Soundtracks for the Blind (der Titel spielt auf die Erblindung von Bandleader Michael Giras Vater an, der in How They Suffer seine Krankheit in eigenen Worten beschreibt) ist mit Abstand das längste und abwechslungsreichste Werk in der Diskographie der Band. Das Album bedient sich verschiedener Genres, von minimalistischen (Empathy; All Lined Up) bis hin zu epischen, klassischen Kompositionen (Helpless Child), der Musique concrète (The Beautiful Days), Post-Rock im Stile von späteren Bands wie Godspeed You! Black Emperor oder Mogwai (The Sound). Doch auch Electro-Elemente (Volcano) und viele Ambient-Stücke sind enthalten.

## Rezeption
Soundtracks for the Blind wird als wegweisend für das Genre Post-Rock angesehen, zusammen mit anderen Veröffentlichungen wie D. I. Go Pop (1994) von Disco Inferno oder Spiderland (1991) von Slint.
Das Album wurde überwiegend positiv besprochen (u. a. von The Wire und Melody Maker). Ned Ragett vergibt 4,5/5 Punkte und schreibt auf allmusic:

„Alles, von tosender elektronischer Musik in ihrer extremsten Form bis hin zu zartestem, akustischen Saitenzupfen, findet sich hier, so dass es letztendlich eine perfekte Einkapselung des Klangs der Swans ist - mindestens so gut wie jede Greatest-Hits-Veröffentlichung es je hätte sein können.“

## Titelliste
CD 1 (Silber)
1. Red Velvet Corridor – 3:04
2. I Was a Prisoner in Your Skull – 6:39
3. Helpless Child – 15:47
4. Live Through Me – 2:32
5. Yum-Yab Killers – 5:07 Live.
6. The Beautiful Days – 7:49
7. Volcano – 5:18
8. Mellothumb – 2:46
9. All Lined Up – 4:48
10. Surrogate 2 – 1:52
11. How They Suffer – 5:52
12. Animus – 10:41

CD 2 (Kupferrot)
1. Red Velvet Wound – 2:02
2. The Sound – 13:11
3. Her Mouth Is Filled with Honey – 3:19
4. Blood Section – 2:39
5. Hypogirl – 2:44
6. Minus Something – 4:14
7. Empathy – 6:45
8. I Love You This Much – 7:23 Live.
9. YRP – 7:47
10. Fan’s Lament – 1:28
11. Secret Friends – 3:08
12. The Final Sacrifice – 10:27
13. YRP 2 – 2:09
14. Surrogate Drone – 2:06

## Animus
Das Stück Animus wurde 1996 auf der auf 300 Kopien limitierten 10″-Single Failure/Animus bei Rough Trade veröffentlicht. Der zweite Titel, Failure, erschien zuvor auf dem Swans-Album White Light from the Mouth of Infinity.